# 葉山葉子
葉山 葉子（はやま ようこ、本名:同じ、 1946年7月23日 - ）は、日本の女優。東京都出身。山脇学園高等学校中退。オフィス葉山所属、アイ・ドルフィン業務提携。特技は日本舞踊。

## 来歴
7歳の時、母の勧めで劇団若草に入団し、子役として芸能活動をスタート。
1955年、『しいのみ学園』で銀幕デビューを果たし、映画のヒットとともに準主役として注目を浴びる。中学受験のため劇団を退団するが、ほどなく広告モデルなどに起用され芸能界に復帰し、テレビドラマに進出する。高校生時代、日本テレビの昼ドラマ『夜は新しく』に出演し、耐え忍ぶ人妻役を演じ、「メロドラマの女王」と呼ばれるようになる。その後は数多くのテレビ・舞台の時代劇に出演。
1970年代に入り、主な活躍の場を舞台へ移す。そのためテレビにおいてはレギュラー出演は少なく、ほとんどがゲストとしての出演ということになった。
杉良太郎、西郷輝彦、舟木一夫らの主演公演では、彼らのパートナーとして今も変わらぬ存在感を放っている。

## 人物
- 秋田県出身の父と長崎県出身の母が、東京で出会って結婚し生まれる。しかし幼少期に父の事業が失敗すると両親は離婚。以後、母の手ひとつで育てられた。父親については、親族から「亡くなった」と教えられて育つ。
- 幼年時代は人見知りがひどく、友達が家まで遊びに来ても断るばかりで、一人絵を描いたりして過ごすのを好んでいた。それを心配した母親が周囲に相談し、当時大映に勤めていた叔母のアドバイスもあって劇団若草に入団することとなる。若草では天才子役と言われた二木てるみや北林早苗らと仲がよかった。
- 親類に元女優で現作詞家の悠木圭子がいる。悠木の妹に間違えられるほど横顔が似ていたという。
- 山脇学園高校在学中、売れっ子女優として二足のわらじを履く生活を送っていたが、連日テレビドラマの撮影で忙殺されていたため、当時のインタビューでも「身体は丈夫なので忙しいことは苦にならないけど、学校のほうが心配」と不安を覗かせている。また「仕事と学業の両立は難しいけど、高校だけは卒業しておきたい」と抱負も語っている。
- 昼メロで耐える未亡人やかげりのある不倫妻を演じたことで、いつしか"泣きの女優"というイメージが広まってしまい、街を高校の友達と歩きながら談笑していても「笑うこともあるんですね」と視聴者から言われたこともあるという。もっとも、本人によれば「本当の自分はオゲラ（笑い上戸）で三枚目」とのこと。
- テレビによって作られたイメージが定着してしまうことに懸念を持ち、「このままでいいのか? このままだと擦り切れてしまう」と悩んでいた頃、以前共演したことがあった大川橋蔵から時代劇の舞台出演に誘われる。慣れないことばかりで戸惑いながらも初舞台を無事に終え、それまで感じたことのない充実感を味わったという。以後、舞台が活躍の場の中心となる。
- 時代劇への出演が多いのは、子供時代から時代劇と着物が大好きだったことが起因している。
- 美人女優でありながらゴシップやスキャンダルとは無縁。しかし20代の頃、ある俳優と恋愛関係にあったことを後のインタビューで明かしている。一時はその俳優と結婚して女優を引退してもいいと思ったものの、結局4年で破局という結末を迎える。現在まで独身でいるが、その理由を本人は「男性とはご縁がなかったんです」とコメントしている。
- 1974年4月11日放送の『ぶらり信兵衛 道場破り』第27話以降、降板した武原英子から「おぶん」役を引き継いだが、これに際し「薄幸イメージから明るい役に脱皮したい」とコメントしている[1]。
- 若くして「メロドラマの女王」と呼ばれた頃は恋愛経験がなかったこともあり、見よう見まねで演じることに内心バカバカしく思っていたという。しかし1976年に『花は散らず』（CBC制作。TBS系で放映）で8年ぶりに昼メロの主役を務めた際は、「人並みに恋愛もして男性を知ったことで、昼メロをみる女性の気持ちが理解できるようになった」と語っている。
- 「舞台では主役の俳優に気分よくお芝居してもらうことに一番気を使います」と語るように、決して目立とうとせず、主役を立てる演技に徹している。そのため、どの主演俳優もやりやすく、公演出演依頼の声をかけ続けている。
- 中でも杉良太郎とは1969年の京都・南座公演から2005年の大阪・新歌舞伎座での杉の座長勇退公演まで、パートナーとして100ヵ月以上共演している。杉は彼女について、「女郎、長屋の娘や女房、武家の妻など、きちんと演じ分けられる腕がある」ことに加え、彼女がいることで「舞台の居心地がよくなる」と高く評価していた。

## エピソード
- 劇団若草在籍時代、劇団内でかくし芸パーティーが催された時、フラダンスを披露して一等賞になったことがある。人前で喋ったり歌ったりするのが苦手で、何をすればいいか困っていたところ、母親がフラダンスを提案して決まったもの。普段控え目でおとなしかっただけに、これには皆が驚いたという。ちなみに一等賞の賞品はネルの反物一反であった。
- 1964年の暮れ、ハワイ在住で現地テレビ局のアナウンサーをしていた叔母とヨーロッパ旅行に出かけ、フランスのテレビ局見学をしている。そこで現地局の規模の大きさや芝居用の小道具がきれいに整理されていることに感心したという。パリでは言葉が通じず全部身振り手振りで買い物をして、叔母からは「心臓が強い」と笑われている。また、自身にとってはイタリアが一番のお目当てだったが、着いてみると街が汚く貧富の差も激しいことがわかり幻滅したという。この際一緒に旅行した叔母は、上記のフラダンスの件でハワイから電話で助言を与えて協力している。
- 1965年7月24日から翌年3月26日までの毎週土曜日、NET（現テレビ朝日）の朝の情報番組『土曜ショー・朝です、奥さまお嬢さん』で、俳優の高島忠夫とともに司会を務めた。現在のワイドショーの草分け的番組の一つで、著名人ゲストを招いてのトークや生活情報を紹介する生放送番組であった。番組開始当初は「（ドラマ撮影などでは）カメラを見てはいけなかったのが、今度はカメラを見なくてはいけないのでドキドキします。生番組なので自分を作る時間がなく、ありのままの自分が出ちゃって…」と困惑していたが、司会ぶりはできぱきとしていて好評だった。
- 『朝です、奥さまお嬢さん』の番組内では、トーク中にうっかりミスもやらかしている。ゲストが持ってきた手作りの人形を見て、「いいお人形ですね。デパートなんかで買うよりずっと心がこもっていて、贈り物にいいですね」と褒めたのだが、当該番組スポンサーが某デパートであることを思い出し、「冷や汗をかいた」という。

## 主な出演

### 映画
- しいのみ学園 （1955年6月28日、新東宝） ‐  照子
- 次郎物語 （1955年10月25日、新東宝） ‐  源吉の姉
- 乱菊物語 （1956年1月22日、東宝）
- 十七才の断崖 （1957年12月22日、大映） ‐  清子
- 母 （1958年3月5日、大映） ‐  高山咲江

※以上、子役時代
- 海軍兵学校物語 あゝ江田島 （1959年9月6日、大映） ‐  村瀬朝子
- 明日から大人だ （1960年2月24日、大映） ‐  稲葉典子
- 怪談せむし男 （1965年8月1日、東映） ‐  白川和子
- 若親分兇状旅 （1967年8月12日、大映） ‐  北川早苗
- 柔の星 （1970年12月19日、東宝） ‐  世津子
- ごろつき無宿 （1971年6月25日、東映） ‐  浅川あや子

### テレビドラマ
- 日本の歌 （1957年、日本テレビ）「からたちの花」  - チリ
- ダイヤル110番 （1957年、日本テレビ）
- 教授と次男坊 （1961年、日本テレビ）
- マンモス家族 （1962年 - 1964年、フジテレビ）
- 夜の蝶 （1962年、日本テレビ） -  初枝
- シャープ火曜劇場 雪の記憶 （1963年、フジテレビ）
- かっぱ子物語 （1963年、フジテレビ）
- 夫婦百景 （日本テレビ） 
  - 第276話「ある旅役者の夫婦」（1963年）
  - 第304話「国賊夫婦」（1964年）
  - 第326話「おっとり女房」（1964年）
  - 第366話「世話のやける亭主」（1966年） - 時野の妻
- 夜は新しく （1963年 - 1964年、日本テレビ）
- 新日本百景 （1963年、NHK） 第25話「浅間三宿 軽井沢」  - 千春
- 浪曲ドラマ （NHK）
  - 佐渡の恋唄 （1963年） - お光
  - 春の夢 文七元結 （1963年）
- 青春の壁 （1963年、NET）
- 近鉄金曜劇場 （朝日放送 ※当時TBS系）
  - 十九歳 （1963年、TBS） - 不二子
  - 寒い朝 （1963年、TBS）
  - つくられた真実 （1964年）
  - 愛とこころのシリーズ 冬銀河 （1967年、TBS） - 初子
- あなたお先に （1964年、TBS） 第5話「大きな忘れ物」
- そろりと参ろう （1964年、TBS） 第8話
- 現代っ子 （1964年、日本テレビ） 第49話「光を食べちゃえ」
- あひる飛びなさい （1964年、TBS） 第1話・第6話
- 明日の幸福 （1964年、NET） - 富美子
- いまに見ておれ （1964年、TBS） 第3話
- 奥様はお人好し （1964年、日本テレビ） 第8話 - 弘子
- 戦国群盗伝 （1964年、フジテレビ） 第4話・第5話・第6話
- 空手風雲児 （1964年 - 1965年、日本テレビ）
- 水戸黄門 ブラザー劇場版 （1965年、TBS・東伸テレビ映画） 第14話「まぼろしの砂丘」
- ナショナル日曜観劇会「ああ大根部隊」（1965年、TBS） ※舞台中継、2週連続
- 若い河 （1965年、NHK） 第3話
- 日産スター劇場 （日本テレビ）
  - オレは宴会屋 （1965年）
  - おらがの市長さん （1965年）
  - 養子天国 （1967年）
  - たこたこあがれ （1969年）
- あしたの花嫁 （1965年、NET） 第14話・第22話
- 鉄道公安36号 （1965年、NET） 第101話「報復の起点」 - 伊都子
- 風雪 （1965年、NET） 第66話「サラリーマン誕生」 - 内田博子
- 怪盗ねずみ小僧 （1965年、NET）
- 流れる雲 （1965年、フジテレビ） 第9話
- レーサー （1966年、日本テレビ） 第9話「三吉故郷へ帰る」
- NHK劇場 木洩れ日 （1966年、NHK） ‐  綾子
- ライオン奥様劇場 女の波紋 （1966年、フジテレビ）
- 王さん東遊記 （1966年、フジテレビ） 第3話 - 第7話
- 青雲五人の男 （1966年、日本テレビ） 第9話「風車の唄」
- ひばり・与一の花と剣 （1966年、フジテレビ）
- 金曜お笑い劇場 みのるのパンチ小僧 （1966年、毎日放送 ※当時NET系） ※第10話より
- 銭形平次 大川橋蔵版 （フジテレビ・東映）  
  - 第21話「湯治場の休日」（1966年） -  お糸
  - 第54話「おんな牢」（1967年） - おみね
  - 第84話「おとし穴」（1967年） - 伊之助の女房
  - 第186話「平次の恋」（1969年） -  千世
  - 第216話「竜巻組始末」（1970年） -  お孝
  - 第238話「佛像が見ていた」（1970年） - お新
  - 第280話「雨が憎い」（1971年） - 菊太夫
  - 第301話「城を出た女」（1972年） - 波津江
  - 第327話「素浪人名医」（1972年） - お千代
  - 第368話「兄弟しぐれ」（1973年） - お末
  - 第471話「一人だけの約束」（1975年） - お葉
  - 第792話「人情渡り鳥」（1981年） - お房・お秋（二役）
  - 第855話「身代金五百両」（1983年） - お千代
- 三匹の侍 （フジテレビ） 
  - 第4シリーズ 第3話「弁天楼異聞」（1966年） - ふじ
  - 第6シリーズ 第5話「浪人志願」（1968年） - 加世
- うどん （1967年、関西テレビ・東映 ※フジテレビ系）
- 新吾十番勝負 ブラザー劇場・田村正和版 第22話「闇討ち」（1967年、TBS・松竹）- 梓
- 泣いてたまるか （1967年、TBS・国際放映） 第37話「男なら」
- 明日をつかめ （1967年、日本テレビ） 第10話「涙にさようなら」
- 富士に立つ影 （1967年、毎日放送・松竹 ※当時NET系）
- 東京警備指令 ザ・ガードマン （1967年、TBS・大映テレビ室） 第120話「棺こそわたしの家」
- 怪獣王子 （1967年、フジテレビ・日本特撮・ピープロ） - 小室惠子
- 平四郎危機一発 （1967年、TBS） 第3話「恐怖の札束」
- 別れてもなお （1968年、フジテレビ） - 津村須美子
- 風 （1968年、TBS・松竹） 第26話「無法の宿場」
- 待っていた用心棒 （1968年、NET・東映） 
  - 第11話「襲撃七条河原」
  - 第21話「宿場の夜霧」 - おその
- お好み劇場 （東京12チャンネル）　※新宿コマ劇場からの録画中継
  - 花のお江戸の悪太郎 （1968年） ※2週連続
  - 颯爽! 次郎長水滸伝 （1968年） ※2週連続
- 流れ雲 （1968年、NHK）　第10話・第11話
- 青い太陽 （1968年、NET） 第10話「愛・この美しきもの」
- 大奥 （1968年、関西テレビ・東映 ※フジテレビ系） 第11話「大将軍とお端女中」 - お糸
- 伝七捕物帳 高田浩吉版 （1968年、朝日放送 ※当時TBS系） 第16話「生きていた男」
- 素浪人 月影兵庫 第2シリーズ （1968年、NET・東映） 第80話「一人残らず臭かった」 - おのぶ
- 堂島 （1968年 - 1969年、関西テレビ）
- 土曜劇場 あの妓ちゃん （1968年、フジテレビ） 第3話 - 第7話
- 大和魂くん （1968年、TBS） 第8話「ああ、女ごころ」
- 五人の野武士 （1968年、日本テレビ・三船プロ） 第13話「赤い砦の狼」 - お美代
- 素浪人 花山大吉 （NET・東映）
  - 第2話「やっぱりふざけた仲だった」（1969年） - お光
  - 第82話「星も泣いてる夜だった」（1970年） - お菊
- さむらい （1969年、NET） 第26話「お美乃と伊之助」 - お美乃
- 我が恋やまず （1969年、フジテレビ） - 宗田芙美
- 上方武士道 （1969年、日本テレビ） 第9話「刺客屋敷」 - 妙
- 新・平四郎危機一発 （1970年、TBS） 第15話「殺し屋が帰って来た」
- 水曜劇場 時間ですよ 第1部 （1970年、TBS） 第5話 - すみ子
- 鬼平犯科帳 第42話「恋文」 （1970年、NET / 東宝） - おその
- 遠山の金さん捕物帳 中村梅之助版 （NET・東映）
  - 第7話「浮世絵の女」（1970年） - 美奈
  - 第39話「片棒担いだ女」（1971年） - おゆき
  - 第117話「泥棒に嫁入りした女」（1972年） - おこよ
- 燃えよ剣 （1970年、NET・東映） 第23話「沖田総司」 - お光
- 旗本退屈男 高橋英樹版 （1970年、フジテレビ・東映） 第4話「元禄・刀腰元」 - 志乃
- 連続テレビ小説 繭子ひとり （1971年、NHK）
- 徳川おんな絵巻 （1971年、関西テレビ・東映 ※フジテレビ系）
  - 第32話「美しき女教師」 - 優子
  - 第33話「戦場のなでしこ隊」 - 優子
- 軍兵衛目安箱 第19話「密告」（1971年、NET） - 志乃
- 月曜スター劇場 つくし誰の子 第1部 （1972年、日本テレビ） 第25話「新婚旅行」
- 大江戸捜査網 （東京12チャンネル/テレビ東京、三船プロ）
  - 第58話「盗まれた花嫁」（1972年）
  - 第71話「瞼の花嫁衣裳」（1972年）
  - 第247話「血塗られた兄弟の契り」（1976年） - お若
  - 第551話「白昼夢・過去を暴く脅迫状」（1982年） -  おしの
- 非情のライセンス（NET・東映）
  - 第1シリーズ 第7話「兇悪の土地」（1973年） - 長井光子
  - 第1シリーズ 第51話「兇悪の逃亡者」（1974年） - 康子
  - 第2シリーズ 第51話「優雅な兇悪」（1975年） - 新藤恭子
  - 第2シリーズ 第85話「兇悪の刑事」（1976年） - 広瀬佑子
  - 第2シリーズ 第92話「兇悪の孤独」（1976年） - 柏木節子
- 水戸黄門 ナショナル劇場版 （TBS・C.A.L）
  - 第4部 第30話「御用金強奪事件 -白河-」（1973年8月13日） - お峰
  - 第11部 第12話「瞼の父は用心棒 -宮古-」（1980年11月3日） - お葉
  - 第14部 第14話「鬼と呼ばれた黄門様 -本庄-」（1984年1月30日） - お静
- 眠狂四郎 田村正和版 （1973年、関西テレビ・東映 ※フジテレビ系） 第25話「黒髪が殺しを呼んだ」
- 新書太閤記 （1973年、NET・東映） 第13話「長篠の戦い」
- 新十郎捕物帖 快刀乱麻 （1973年、朝日放送 ※当時TBS系） 第9話「尼りといえば尼りな尼寺」 - 妙春尼
- 白雪劇場 大久保彦左衛門 （1973年、関西テレビ ※フジテレビ系） 第12話「牢獄の武士」
- 伝七捕物帳 中村梅之助版 （日本テレビ・ユニオン映画） 
  - 第23話「若君暗殺」（1974年）  - お信
  - 第35話「下町慕情・匂い袋」（1974年）  - お良
  - 第148話「実る情の職人気質」（1977年）  - お秀
- ぶらり信兵衛 道場破り （1974年、フジテレビ・東映） - おぶん ※第27話より
- 次郎長三国志 （1974年、NET・東映） 第11話「居合斬りの男」
- 編笠十兵衛 （1974年、フジテレビ・東映） - お俊
- 影同心 第7話「首狩り殺し節」（1975年、毎日放送・東映） - おさん
- 遠山の金さん 杉良太郎版 （NET/テレビ朝日・東映） 
  - 第1シリーズ 第4話「神隠しをあばけ!」（1975年） - お松
  - 第1シリーズ 第91話「初恋に散った女」（1977年） - おゆう（八重）
  - 第2シリーズ 第6話「桜吹雪に廻るこま」（1979年） - おしま
  - 第2シリーズ 第18話「石川島怨み唄」（1979年） - お冴
- 花は散らず （1976年、中部日本放送 ※TBS系）
- 子連れ狼 萬屋錦之介版 第3部 （1976年、日本テレビ・ユニオン映画） 第22話「父子草大五郎」 - うずみ
- 人魚亭異聞 無法街の素浪人 （1976年、NET・三船プロ） 第23話「さらばミスターの旦那」 - 綾
- 太陽にほえろ! （1977年、日本テレビ・東宝） 第259話「怪物」 - 秋川彩子
- 横溝正史シリーズ 獄門島 （1977年、毎日放送） - お小夜
- 新幹線公安官 第1シリーズ （1977年、テレビ朝日・東映） 第8話「白薔薇特急」 - 穂積恵子
- 江戸の旋風III （1978年、フジテレビ・東宝） 第35話「左手は生きている」 - お登勢
- 新五捕物帳 （日本テレビ・ユニオン映画）
  - 第52話「裏切られた女」（1978年）- 京紅屋女将・お喜和
  - 第56話「恨みは残る三味の糸」（1979年）- お鶴
  - 第70話「津軽の女」（1979年） - お絹
  - 第153話「罠にはめられた女」（1981年） - おひさ
  - 第175話「消えた女の恨み節」（1982年） - お時
- 続・おくどはん （1979年、朝日放送・テレパック） 第17話「シスコのふたり」
- 新・江戸の旋風 第6話「春はまだか桜草」（1980年、フジテレビ・東宝） - おさわ
- そば屋梅吉捕物帳 第21話「怨み節を弾く女」（1980年、東京12チャンネル・国際放映） - 茜
- 桃太郎侍 高橋英樹版 （日本テレビ・東映）
  - 第195話「桃太郎はかぐや姫?」（1980年）
  - 第254話「望みかなった新妻の座」（1981年）
- 暴れん坊将軍 （テレビ朝日・東映）
  - 吉宗評判記 暴れん坊将軍
    - 第109話「天下晴れてのつまみ喰い」（1980年）
    - 第171話「裏切者に熱き涙を」（1981年） - 朝倉の妻・加代

  - 暴れん坊将軍II 第177話「母哀し、裏切りの二重奏!」（1986年） - 静江
- 柳生あばれ旅 （1981年、テレビ朝日・東映） 第25話「地獄囃子の鬼女房 -大津-」 -  お松
- ザ・ハングマン （1981年、朝日放送・松竹芸能 ※テレビ朝日系） 第23話「人さらいベビーホテル」 - 谷美樹子
- 幻之介世直し帖 （1982年、日本テレビ・国際放映） 第22話「冬の花火が取り持つ母子」
- 同心暁蘭之介 （1982年、フジテレビ・杉良太郎・杉友プロ） 第24話「神を売った男」 - 京屋の女将
- 新・必殺仕事人 （1982年、朝日放送・松竹 ※テレビ朝日系） 第41話「主水バクチする」 - おせき
- 特捜最前線 （1982年、テレビ朝日・東映） 第279話「誘拐・ホームビデオ挑戦状!」 -  君枝
- 右門捕物帖 （1983年、日本テレビ・ユニオン映画） 第20話「白浪五人男」 -  おゆき
- 大奥 （1984年、関西テレビ・東映 ※フジテレビ系） 第51話「華麗なる落日」 - 美賀
- ザ・サスペンス「熊さんの警察手帳」（1984年、TBS）
- 大型時代劇スペシャル　愛に燃える戦国の女 （1988年、TBS） - 松の丸
- あばれ八州御用旅 （テレビ東京・ユニオン映画）
  - 第1シリーズ 第11話「謎の浮世絵師・写楽を斬れ!」（1990年）
  - 第3シリーズ 第6話「赤いほおずき怨み節 真夏の決闘」（1992年） - おれん
- 喧嘩屋右近 （テレビ東京・松竹）
  - 第1シリーズ 第3話「美女救出・江戸城大奥へ潜入せよ!」（1992年）
  - 第3シリーズ 第1話「花のお江戸でよろずもめごと引き受け候」（1994年）※2時間スペシャル

ほか

### 舞台
- 橋幸夫特別公演「吉良仁吉・三下り半」
- 杉良太郎特別公演
  - 「平手造酒と真菰の新吉」 / 「文五捕物絵図」（1969年8月、南座）※杉の初舞台
  - 「忠治御用旅」 / 「遠山の金さん」
  - 「拝領妻始末」 / 「殺陣師段平」
  - 「大石内蔵助」 / 「吉良の仁吉」
  - 「ひとり狼」
  - 「旅鴉半次郎　ふりむけば夕陽」
- 千昌夫特別公演「忘れちゃならない男意気」
- 五木ひろし特別公演「人生双六」 / 「紺屋と高尾」（2010年10月1日～26日、明治座）

### ドラマ以外のテレビ番組
- 青春の歌謡ショー 「西郷輝彦ショー」（1965年、NET） ‐  ゲスト ※2週連続
- ヒット・ショー （1965年、TBS） ‐  ゲスト ※舟木一夫・和泉雅子らと出演
- 土曜ショー 朝です、奥さまお嬢さん （1965年 - 1966年、NET） ‐  司会

※毎週土曜日、午前8時15分から45分間の情報番組、パートナーは高島忠夫
- 小川宏ショー （フジテレビ）

（1967年12月5日） ‐  ゲスト ※河津清三郎・中原美紗緒らと出演
（1968年9月4日） ‐  ゲスト ※てんぷくトリオと出演
（1968年10月31日） ‐  ゲスト ※ロミ山田・織本順吉らと出演
（1969年5月26日） ‐  ゲスト ※十朱久雄・富士真奈美らと出演
（1970年11月17日） ‐  ゲスト ※賀原夏子と出演
- 土曜ショー 「さよなら高島忠夫」（1970年12月26日、NET） ‐  ゲスト ※十朱幸代・寿美花代らと出演
- クイズ!脳ベルSHOW（2017年、BSフジ）- ゲスト ※ギャオス内藤・中村有志・松井紀美江・大東めぐみ・木村理恵と出演

ほか多数